# Жетисай
Жетиса́й (каз. Жетісай) — місто, центр Жетисайського району Туркестанської області Казахстану. Адміністративний центр та єдиний населений пункт Жетисайської міської адміністрації.
У радянські часи місто називалось Джетисай.
Населення — 44105 осіб (2021; 36494 у 2009, 30487 у 1999, 27807 у 1989).